# Vulpia alpina
Vulpia alpina är en gräsart som beskrevs av Liang Liu. Vulpia alpina ingår i släktet ekorrsvinglar, och familjen gräs. Inga underarter finns listade i Catalogue of Life.